# Bartolomeu Severino
Bartolomeu dos Mártires de Sousa Severino (1878 — 1953) foi um jornalista e político ligado ao Partido Republicano Democrático com actividade no período da Primeira República Portuguesa. Foi eleito deputado ao Congresso da República em 1919 e nomeado Ministro do Trabalho do 24.º Governo Republicano, presidido por António Maria Baptista, em funções de 8 de março a 26 de junho de 1920. Opositor à Ditadura Nacional, foi deportado para Cabo Verde, onde esteve preso.

## Biografia
Jornalista no Porto. Maçon desde 1913. Militante democrático. Deputado desde 1919. Ministro do trabalho de 8 de Março a 26 de Junho de 1920, no governo de António Maria Baptista e Ramos Preto. Redactor de O Primeiro de Janeiro, destacou-se como opositor à Ditadura Nacional.